# Richard Penkevel
Richard Penkevel (o también Penkevell) (fl.1607-1616) fue un terrateniente y emprendedor inglés, miembro del parlamento a fines del siglo XVI y que a comienzos del siglo siguiente aparece en tres ocasiones participando en la formación y financiamiento de empresas que buscaban un paso por el norte hacia la China, Catay y las Indias Orientales. Falleció en 1616.

## Antecedentes
Richard Penkevel fue el primer hijo del matrimonio entre Francis Penkevell de Roserrow y Catherine Roscarrock. La familia  Penkevell estaba afincada en la localidad de St. Michael Penkivel, cerca de Truro, Cornualles, desde los tiempos de Eduardo II.
Fue miembro del parlamento por Tregony a fines del siglo XVI. Era terrateniente y sus tierras pasaron a su hijo en 1622.

## Paso por el norte hacia las Indias Orientales
En tres oportunidades figura participando en la formación de empresas que financiaban viajes de exploración para encontrar un paso por el norte hacia el oriente. Ninguna de ellas con éxito.

### Primera empresa - 1607
En 1607 obtuvo del rey Jacobo I una licencia real que le concedía por siete años autorización para que descubriera un paso por el noreste o el noroeste hacia la China, Catay, las Molucas y otras regiones de las Indias Orientales y comerciar con ellas.
En esa época la Compañía de las Indias Orientales llevaba varios años operando hacia las indias orientales gracias a cartas reales concedidas inicialmente por la reina Elizabeth I y luego por Jacobo I. 
Cuando tuvieron conocimiento de esta nueva licencia, ahora en favor de Penkevel, antes hubo una concedida a Edward Michelborne que les había causado mucho daño, concurrieron ante el rey y en 1609 obtuvieron una nueva carta real para la Compañía. 
Esta primera empresa no prosperó.

### Segunda empresa - 1610
Fue miembro de la "Asociación de colegas para descubrir el paso del Noroeste', que promovió el último viaje de Henry Hudson en 1610 a bordo del Discovery, un pequeño barco de 12 m de eslora y unas 20 toneladas. Esta empresa tampoco tuvo éxito.

### Tercera empresa - 1612
En julio de 1612 se le menciona con Pedro, Benjamín, Nicolás y Dígory Penkevell entre los miembros de una empresa para el descubrimiento del paso del Noroeste. No se tienen más antecedentes.